# Focke-Wulf Ta 183
Focke-Wulf Ta 183 – jednomiejscowy myśliwiec o napędzie odrzutowym, zaprojektowany w zakładach Focke-Wulf pod koniec II wojny światowej.

## Geneza
Zakłady Focke Wulf dość późno zainteresowały się samolotami o napędzie odrzutowym, koncentrując się na produkcji doskonałych myśliwców Fw 190 i później Ta 152. Pierwsze prace nad zastosowaniem nowego napędu w samolotach wytwórni rozpoczęły się w 1942. Jednym z pomysłów był projekt opracowany przez inżyniera Hansa Multhoopa. Projekt ów zakładał umieszczenie silnika w kadłubie z centralnym wlotem powietrza z przodu i usterzeniem w układzie „T”. Projektowi nadano nazwę: Volksflugzeug. Miał on dwa warianty, jeden ze skrzydłami prostymi (Entwurf I) oraz drugi ze skrzydłami skośnymi (Entwurf II). Silnik miał być umieszczony na końcu kadłuba, za kabiną pilota, a nad nim zamierzano zamocować belkę ogonową z usterzeniem. Prace projektowe jednak zarzucono, koncentrując się na kolejnym samolocie oznaczonym jako Plan V. Nowy projekt powtarzał ogólne założenia techniczne Volksflugzeug, ale jednocześnie przewidywał dużo lepsze osiągi samolotu, m.in. poprzez wykorzystanie napędu mieszanego, odrzutowo-rakietowego. Prace nad tym zamierzeniem trwały od stycznia 1944. Kiedy w połowie 1944 dowództwo Luftwaffe złożyło zapotrzebowanie na nowy, jednomiejscowy samolot myśliwski, zdolny osiągnąć prędkość 1000 km/h na wysokości 7000 m, projekt stał się bazą, na której oparto konstrukcję docelowego Ta 183. Samolot, określany jako Plan V Entwurf I (a także jako P.011.001), planowano wyposażyć w silnik rakietowy Walter HWK 109-509A-2 oraz silnik odrzutowy Heinkel Hirth HeS 011A o ciągu 12,75 kN. Mieszany napęd miał umożliwić bardzo szybkie dostanie się na pułap, na jakim operowały alianckie bombowce, przy jednoczesnym zachowaniu zdolności do wypracowania odpowiedniej pozycji do ataku, co miał umożliwić silnik odrzutowy, nie ograniczony krótkim czasem pracy silnika rakietowego. Przewidywano, że samolot w tej konfiguracji osiągnie bez problemów prędkość 1000 km/h. Jednak przedstawiciele Luftwaffe uznali, że nowy samolot powinien mieć tylko napęd odrzutowy i w rezultacie, w połowie 1944, projekt został zaadaptowany tylko do silnika HeS 011. Zaprojektowano również całkowicie nowe drewniane skrzydła o stałej cięciwie i większym skosie krawędzi natarcia. Projekt został oznaczony jako Plan V Entwurf II (P.011-018a), nieoficjalnie jako Fw 232. W tej formie projekt został zgłoszony do konkursu na nowy myśliwiec Luftwaffe i go wygrał. Przydzielono mu oznaczenie kodowe 8.183 i numer 183, w uznaniu zasług Kurta Tanka, pełne oznaczenie miało brzmieć: Ta 183. Nieoficjalnie samolot nazwano Huckebein.

## Warianty
Wyznaczono cztery główne kierunki, w których miał być rozwijany projekt Ta 183, ukryte pod oznaczeniem analiz studialnych Ra (Rachnerische Ankündigung).
Ra-1 miał stanowić rozwinięcie koncepcji P.011.001, projektu z mieszanym napędem, rakietowo odrzutowym.
Ra-2 stanowił wariant przejściowy, napędzany silnikami Jumo 004B w wypadku opóźnień w produkcji silników HeS 011. Dokładnie tak miał wyglądać pierwszy prototyp Ta 183 V1, którego budowę rozpoczęto pod koniec marca 1945. Kolejne dwa samoloty V2 i V3 miały być już napędzane silnikami Heinkla, chociaż w wypadku ich braku, także silnikami Jumo.
Ra-3 miał być wysokościowym myśliwcem, napędzanym silnikiem HeS 011A-0, ze skrzydłami o zredukowanej rozpiętości i zdolnym do operowania na wysokości 14 000 m. Według niektórych źródeł tak miał wyglądać prototyp Ta 183 V2.
Ra-4 był ostatnią propozycją i stanowił wzorzec przedprodukcyjnego Ta 183A-0.

## Konstrukcja
Ta 183A-0 miał być jednomiejscowym, średniopłatem o metalowym kadłubie i usterzeniu metalowo drewnianym. W kadłubie umieszczono kabinę pilota, zbiornik paliwa, przedziały silnikowy, podwozia i uzbrojenia. Skrzydła o kącie skosu 40° wyposażone były w klapy i lotki i miały zerowy wznios. Napęd stanowił silnik odrzutowy Heinkel HeS 011A. Samolot miał być uzbrojony w cztery działka MK 108 kalibru 30 mm, w wersji produkcyjnej Ta 183A-1 planowano zmniejszyć liczbę działek MK 108 do dwóch, przesuniętych względem wersji Ta 183A-0 o 90 cm do przodu kadłuba. Wygospodarowane w ten sposób miejsce wykorzystano na dodanie dwóch nowych zbiorników paliwa i powiększenie istniejącego już zbiornika.

## Uzbrojenie

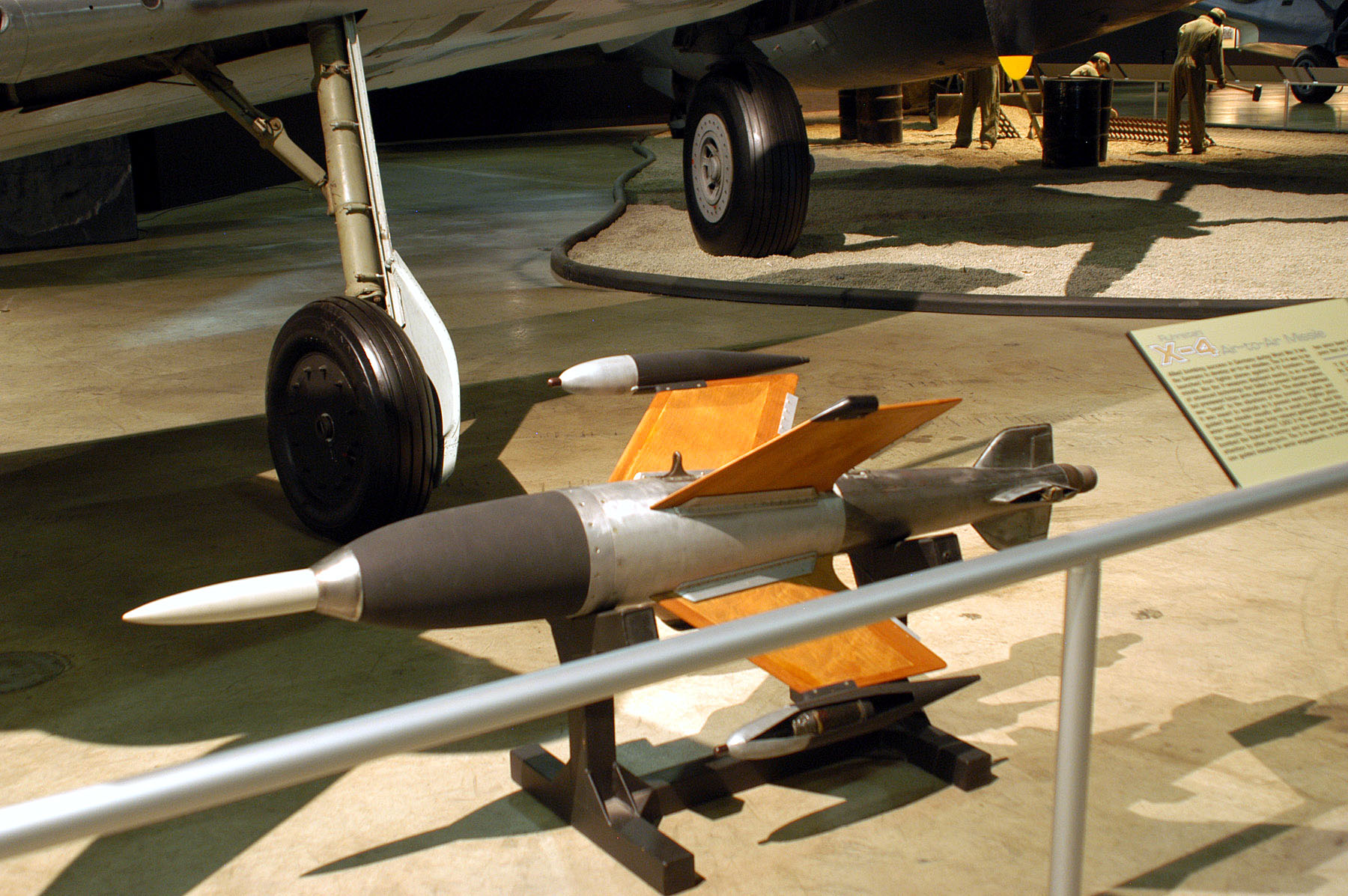
Przeciwlotniczy pocisk X-4

Stałe dwa działka MK 108 30 mm. Samolot miał również przenosić uzbrojenie podwieszane. Cztery kierowane pociski rakietowe X-4 lub dwa Hs 298, dwa lub trzy zasobniki z niekierowanymi pociskami R4M lub Pb 2, sześć rakietowych bomb 14 WK BS, cztery pociski R 100BS, jeden pocisk BT 200, bomba SD 500. Mógł również przenosić w podwieszanym zasobniku działko Mk 112/55 kalibru 55 mm. W wersji rozpoznawczej samolot zabierał kamerę Rb 20/30.

## Służba

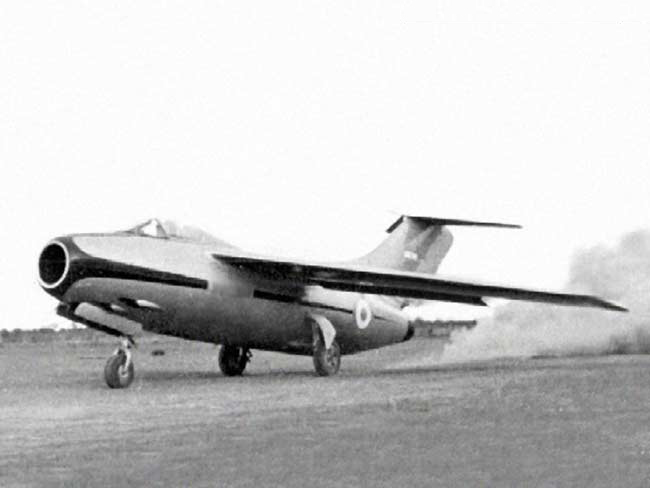
FMA Pulqui II

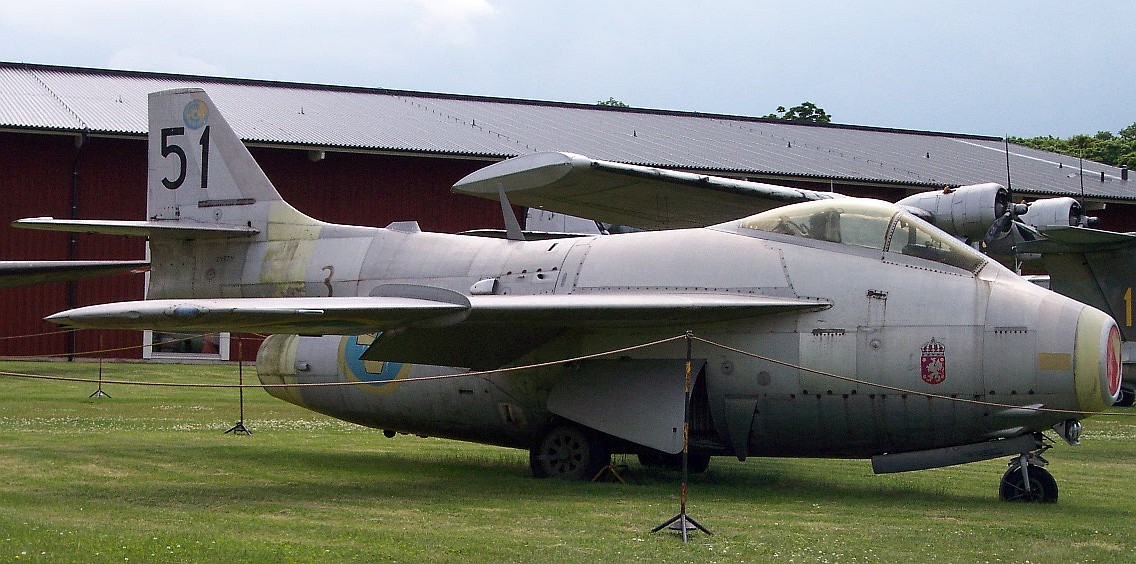
Saab 29 Tunnan

23 lutego 1945 roku podpisano zamówienie na budowę seryjnego Ta 183A-0, który miały być montowany w Bad Eilsen. Pierwszy samolot miał być gotowy nie później niż we wrześniu 1945. Do maja 1946 tempo produkcji samolotu miało osiągnąć liczbę 300 maszyn miesięcznie. Koniec wojny pokrzyżował te plany i nigdy nie ukończono żadnego Ta 183. Niektóre źródła podają, że nieukończony prototyp samolotu został wywieziony do ZSRR, tam ukończony i oblatany. W bibliografii spotyka się również informację jakoby MiG-15 był kopią niemieckiej maszyny. Z całą pewnością jednak zaprojektowany po wojnie przez Kurta Tanka w Argentynie (do której wyemigrował) myśliwiec FMA Pulqui II bazował na rozwiązaniach projektowanych dla Ta 183. Innym projektem czerpiącym z projektu Focke Wulfa był szwedzki myśliwiec Saab 29 Tunnan.